# Shíjiànlùn
Shíjiànlùn (en pinyin; en xinés simplificat: 实践论; Sobre la pràctica) és una obra de Mao Zedong del 1937, escrita durant la Guerra Civil xinesa. El text pren la forma d'un curt assaig sobre epistemologia, en què Mao defensa una anàlisi materialista dialèctica de la formació del coneixement humà, que té com base la centralitat de la pràctica.
L'assaig reflecteix la interpretació del marxisme-leninisme desenvolupada per Mao a Yan'an després de la Llarga Marxa i, juntament amb Sobre la contradicció, prové d'una sèrie conferències dictades per Mao en l'Institut Polític i Militar Antijaponés, sota comandament del Partit Comunista de la Xina.

## Contingut
En l'assaig, Mao Zedong descriu el procés de generació de coneixement com un ascens jeràrquic, que comença en la percepció sensorial. Després d'un cúmul de dades empíriques en forma de sensació, se succeeix un "salt" amb la creació de "conceptes" que tracten de l'essència dels objectes, i no sols dels seus aspectes superficials. Aquesta segona etapa, l'anomena "coneixement lògic".
Mao considera que la sensació és completament submisa a la producció i a la lluita de classes, de manera que no existeix un coneixement "neutre" i, per tant, "cada forma de pensament està marcada amb el segell d'una classe." El marxisme, per exemple, seria una doctrina inherent al proletariat, amb l'origen en l'"experiència múltiple resultant de la pràctica, l'experiència adquirida al llarg d'una lluita perllongada" de la classe obrera, tot i que després fos sintetitzada i generalitzada per Marx i Engels.

Mao també identifica la centralitat de la pràctica per a emmotllar el coneixement per tal de canviar la realitat:
| “ | Si es vol adquirir coneixements, cal actuar en la pràctica que transforma la realitat. Si es vol conéixer el sabor d'una pera cal transformar-la, tastar-la. Si es vol conéixer l'estructura i propietats de l'àtom, cal fer experiments físics i químics, modificar l'estat de l'àtom. Si es vol conéixer la teoria i els mètodes de la revolució, cal participar en la revolució. Els coneixements autèntics provenen de l'experiència directa. | ” |
|   | — Mao Tsé-Tung |   |

En acabant, Mao afirma la seua oposició tant al racionalisme com a l'empirisme, tot i afirmar que "cadascuna d'aquestes tendències ofereix un aspecte de la veritat."

## Impacte
Shíjiànlùn, així com Sobre la contradicció, esdevingué un text influent en el marxisme, en concret entre marxistesleninistes, després de la victòria de la Revolució Xinesa. L'assaig va tenir una gran influència en intel·lectuals marxistes francesos com ara Alain Badiou.
Shíjiànlùn, així com Sobre la contradicció, fou criticat per escriptors marxistes de diversos corrents. El professor i activista Rip Bulkeley afirmava, al 1977, que la visió de Mao Zedong sobre epistemologia era només una reescriptura de l'empirisme utilitzant termes marxistes. El 1980, el Projecte d'Educació Marxistaleninista, dels Estats Units, criticava una simplificació excessiva que van observar en Shíjiànlùn, que donaria al text un caràcter mecanicista.
Juntament amb altres escrits de Mao Zedong, Shíjiànlùn formava la base ideològica i filosòfica del maoisme, i el van debatre i reivindicar una varietat d'organitzacions i partits, des del Partit Comunista del Brasil als anys 1960 fins al Sendero Luminoso del Perú als anys 1980.